# Radio-Quinquin
Radio-Quinquin est une radio libre disparue. Des membres des Unions départementales CGT du Nord et du Pas-de calais ont été à l'initiative en 1979 de la création de Radio-Quinquin en collaboration avec Radio Campus.

## Dénomination
Son nom est un rappel à la chanson du poète lillois Alexandre Desrousseaux (1820-1892), le P’tit Quinquin écrite en 1853 en ch'ti.

## Histoire

### L'opposition à la fermeture des usines
Le 12 décembre 1978, la suppression de 6 000 emplois est annoncée à Usinor-Denain, marquant la fin de la sidérurgie dans la région Daniel Pollet, alors secrétaire de l'Union Départementale de la CGT du nord, lance les premières émissions de la radio le 20 mars 1979 depuis l'appartement d'un syndicaliste à Thiant. Le but de la radio est de communiquer sur la grande manifestation organisée à Paris le 23 mars pour la défense de la sidérurgie. Puis elle se base à Auby avec le soutien de son maire Aldebert Valette.
Le même combat est lancé simultanément avec six radios pirates et militantes.

### Premières répressions en application de la loi de 1978
La radio émet ensuite tous les jours à compter de la date le 7 novembre 1979 à partir d'un studio installé à la mairie d'Auby, dans le Douaisis.
Dès le jeudi 28 février 1980, quatre responsables de la CGT du Nord, dont François Dumez, secrétaire général, sont entendus dans le cadre d'une enquête sur Radio-Quinquin, dont les émissions sont brouillées dans certains secteurs. Ils sont poursuivis en application de la décision constitutionnelle du 27 juillet 1978, renforçant le monopole de l'État sur la radiotélévision, après une saisine du Conseil constitutionnel par Georges Fillioud.

### La police saisit le matériel à plusieurs reprises
Le succès de Radio-Quinquin va grandissant, Le Monde observe que c'est une radio très écoutée, mais son matériel est saisi le 4 juin 1980 par la police.
Les portes, fermées à clé, sont fracturées, les émetteurs, puis l'antenne, enlevés, au cours d'une opération qui a duré sept heures.
En octobre 1980, la radio est de nouveau saisie par la police. Le Monde observe alors « une irritation bien perceptible, sur fond de sagesse et responsabilité populaires » tandis que l'édition magazine dominicale du quotidien communiste Liberté publie des photographies de l'intervention policière et relate que les militants ouvriers ont « dressé le barrage de la vérité devant plusieurs cordons de gendarmes mobiles », en précisant que « l'un des adjoints au maire », ancien mineur victime de la silicose, « devait être gravement intoxiqué par les gaz lacrymogènes ». Le maire d'Auby, Aldebert Valette, décide alors de poursuivre en justice les responsables de l'opération policière, qui a entrainé des déprédations dans sa mairie.

### Course poursuite au Pays des Mines
Les militants CGT vont plusieurs fois reconstruire un émetteur et la cacher en différents endroits du bassin minier du Nord-Pas-de-Calais, qu'ils connaissent comme leur poche, dans« l'imbroglio urbain formé par les communes du bassin ». Le gouvernement maintient alors la pression et « ce sont des dizaines de cars de police qui ont tourné autour des terrils », observe Le Monde , qui reconnaît que "Radio-Quinquin" « a mené la vie dure à ses poursuivants (...) au gré d'un jeu de piste improvisé », obligeant les cars de police à « franchir en tous sens les innombrables passages à niveau et couper au plus court dans les corons qui marquent ce pays » mais finalement « en pure perte ». 

Le succès de Radio-Quinquin va grandissant mais son matériel est saisi le 4 juin 1980 par la police. Après cet épisode, Radio-Quinquin est déplacée à Avion. Les CRS se déploient à nouveau dans le quartier de la République pour démanteler et saisir les antennes et les émetteurs installés illégalement le mois précédent par Radio-Quinquin.

### Après 1981
Après le changement de majorité en mai-juin 1981, le nouveau pouvoir socialiste considère pourtant avec une certaine méfiance l’essor anarchique des radios libres. Il supprime l'interdiction d'émettre, mais des difficultés demeurent. Par ailleurs, la presse quotidienne régionale défend avec vigueur son monopole des ressources publicitaires locales auprès du premier ministre Pierre Mauroy. 
Les premières propositions de libéralisation imposent aux stations indépendantes des puissances d’émission limitées à quelques dizaines de watts et l’interdiction de toute ressource publicitaire.
En octobre 1982, Ipsos classe 3e Radio-Quinquin en taux d'audience. Radio-Quinquin est autorisée à émettre le 1er octobre 1983. En 1993, cette autorisation est prorogée.
En 1983, le brouillage est imposé à quelques stations qui ne respectent pas ces règles, notamment la populaire et puissante RFM, également sur Radio K émettant en français depuis San Remo sur le sud de la France). Le brouillage est parfois imposé sur d'autres secteurs, ainsi le 16 juin 1981, Radio-Quinquin réémet mais subit un brouillage sur Lille selon l'interview de François DUMEZ  secrétaire de la CGT  .
En octobre 1982, Ipsos classe 3e Radio-Quinquin en taux d'audience. Radio-Quinquin est autorisée à émettre le 1er octobre 1983.

### Les années 1990
En 1993, cette autorisation est prorogée.
Le 8 octobre 1996, Radio-Quiquin faisant l'objet d'un plan de continuation, son autorisation d'émettre à Saint-Omer est abrogée par le CSA. En juillet 1997, le CSA met en demeure Radio Quinquin de diffuser au moins 4 heures de ses programmes propres par jour, la radio ne faisant que relayer les programmes de Radio Contact
Détenue à 100 % par Groupe Contact, Contact FM s'approprie les fréquences de Radio-Quinquin (à Douai) en 1997.

### La décision du CSA en 2002
Le CSA, par sa décision n° 2002-1125 du 3 décembre 2002 portant reconduction de l'autorisation délivrée à l'Association des amis de Radio Quinquin pour l'exploitation d'un service de radiodiffusion sonore par voie hertzienne terrestre en modulation de fréquence dénommé Radio Quinquin programme Contact FM.
Le 7 février 2013, dans le cadre de la rénovation urbaine le local contenant la salle Jules Valin et Radio-Quinquin est démoli.

## Filmographie
- Les Ondes du souvenir, téléfilm de Sylvie Ayme, 2020[17],[18] raconte répression par Valéry Giscard d'Estaing des radios libres "Lorraine cœur d'acier" et "Radio-Quinquin'", sur fond de désindustrialisation forcée est la trame de ce téléfilm policier, succès populaire avec une audience leader de 5,4 millions de téléspectateurs[19],[20].

## Disques
- Un disque 45 tours a été produit par la radio : face A Pourquoi on a fait Radio-Quinqin face B Écoute Radio-Quinquin sur l'air du P'tit Quinquin.